# Алчность краснокожего
Алчность краснокожего (англ. Red Man's Greed) — 7 эпизод 7 сезона (№ 103) сериала «Южный парк», его премьера состоялась 30 апреля 2003 года. Эпизод пародирует притеснения индейцев в XIX веке. Приглашённой звездой в эпизоде является Алекс Глик.

## Сюжет
Кайл, Стэн, Картман и Кенни вместе с родителями отправляются в казино коренных американцев «Три пера». Детей уводят в комедийный клуб, а сами родители «идут выигрывать». Первым на очереди стоит блек-джек. Женщинам эта забава не нравится, и они идут к игровым автоматам. Джеральд проигрывает 26 тысяч долларов, чтобы добыть эти деньги, ему пришлось продать дом, и теперь он бездомный.
Тем временем руководство «Три пера» планирует построить суперскоростное шоссе от казино к Денверу. Но на пути стоит Южный Парк, и руководители решают выкупить городок, чтобы снести его. На городском собрании мэр сообщает жителям, что индейцы предлагают некую сумму за снос домов. Рэнди говорит, что стоит выкупить Южный Парк, но сумма в 300 тысяч долларов не устраивает ни единого горожанина.
Дети в печали сидят на лестнице около библиотеки и вспоминают, как им было хорошо. В итоге ребята предлагают своим родителям пойти в казино с 10 тысячами, которые они собрали со всего города, и поставить на число в рулетке. Выигрыш составит 35 к 1, то есть появится нужная сумма. Терять людям нечего, и жители соглашаются. В казино шарик останавливается на номере «31». Но тут на горожан что-то находит, и они решают поставить 350 тысяч ещё раз, чтобы стать миллионерами. В этот раз им не везёт, и они проигрывают.
На следующий день всем остаётся только одно: пойти и получить деньги за снос домов. Мальчикам ничего не остаётся, кроме как встать перед техникой индейцев и не дать им снести Южный Парк. На подмогу ребятам приходят остальные жители. Коренные американцы отступают, но обещают вернуться.
Индейцы решают не убирать горожан с дороги силой, а взять хитростью. Они готовят множество одеял, заражённых атипичной пневмонией (для этого индейцы натирают одеяла больными китайцами), и дарят их жителям города. Вскоре весь Южный Парк заболевает пневмонией. Рэнди говорит сыну, чтобы тот нашёл лекарство от атипичной пневмонии. Стэн отправляется к мудрецу из Белоукрика. Он даёт Стэну «пакет с видениями» и просит вдохнуть, чтобы поговорить с духами предков.
Между тем жителям Южного Парка становится всё хуже. Оказывается, что сын главного краснокожего тоже заболевает, так как пил из одного стакана с заражёнными пневмонией китайцами.
Стэну приходит видение, что вылечиться можно с помощью куриного супа, аспирина и Спрайта. Весь город снова здоров.
Приезжает краснокожий вождь, намереваясь снести город, так как думает, что все жители ослабели. Он видит, что от пневмонии можно вылечиться, и просит у горожан лекарства, чтобы спасти своего сына. Тот вылечивается, и вождь даёт возможность Южному Парку жить, как раньше.

## Факты
- Способ сломить сопротивление жителей Южного Парка, заразив их пневмонией с помощью инфицированных одеял — отсылка к аналогичным действиям англичан при осаде форта Питт в 1763 году.
- В речи перед индейцами, посвящённой любви к своему городу, Стэн упоминает о том, что его жители покупают товары в своём Wal-Mart'е, хотя первый Wal-Mart (под названием «Wall-Mart») будет открыт в Саут-Парке в посвящённой этому серии «Кое-что о том, как пришёл Wall-Mart» лишь в восьмом сезоне.
- В эпизоде принимает участие персонаж по имени Алекс, который даёт комментарии происходящему и произносит мораль в конце серии. Но ребята в итоге прогоняют его, после чего тот машет в камеру и передает привет своей родне.
- Когда Стэн вспоминает, как им было хорошо в Южном парке, показывают фрагменты из прошлых эпизодов:
  - Массовые беспорядки в городе («Конъюнктивит»)
  - Картман, превратившийся в монстра, разрушает город («Школьный портфель»)
  - Жители города сражаются с генетически модифицированными индейками-убийцами («Кошмарный Марвин»)
  - Дымовой змей разрушает город («Лето — отстой»)
  - Рыцари сражаются с магическим драконом («Большая общественная проблема»)
  - Драка сторонников и противников Иракской войны («Я люблю кантри»)
  - Сражение «южан» и «северян» («Алый знак веселья»)
  - Волна экскрементов заливает город («Солёные шоколадные яйца Шефа»)
  - Меха-Стрейзанд бродит по городу и крушит его («Меха-Стрейзанд»)